# Parafia Matki Bożej Królowej Polski w Nowosielcu
Parafia Matki Bożej Królowej Polski w Nowosielcu – parafia rzymskokatolicka znajdująca się w diecezji sandomierskiej, w dekanacie Nisko. Erygowana została 24 czerwca 1968 przez biskupa Ignacego Tokarczuka.
W latach 2002–2008 został wybudowany obecny kościół parafialny, według projektu arch. Marka Gierulskiego, w stylu postmodernistycznym. Poświęcenia świątyni 21 września 2008 roku dokonał bp Andrzej Dzięga.